# Naval Strike Missile
Naval Strike Missile (англ. Морська ударна ракета), — норвезька протикорабельна ракета середньої дальності. Розроблена і виробляється норвезькою групою Kongsberg.

## Історія
Початковий контракт на серійне виробництво морської ударної ракети був підписаний у червні 2007 року. Він був обраний Королівським флотом Норвегії для своїх нових фрегатів класу Fridtjof Nansen та патрульних катерів класу Skjold.
1 жовтня 2019 року, Військово-морські сили США провели випробування нової протикорабельної крилатої ракети NSM неподалік від острова Гуам у Тихому океані. Ракета була запущена з корабля в прибережній зоні, а як ціль використовували американський корабель USS Ford, який відбуксирували в Тихий океан для проведення навчань SINKEX.

## Конструкція

Ескіз ракети NSM

Ракета Naval Strike Missile обладнана турбореактивним двигуном TRI-40. Максимальна дальність пуску становить 185 км, маса бойової частини — 120 кг. NSM є дозвуковою ракетою і здатна уражати надводні та наземні цілі.
Боєприпас довжиною 4 м і масою понад 400 кг має комбіновану боєголовку й оснащений системою розпізнавання цілей.

## Модифікації
Норвегія та Австралія фінансують роботи з пристосування до F-35 протикорабельної ракети NSM, яка отримає назву Joint Strike Missile (JSM).
За твердженням виробника, F-35 зможе запускати ракети з внутрішніх відсіків на максимальних надзвукових швидкостях.

### NMESIS
NMESIS (читається як англ. nemesis — відплата, Немезида, англ. Navy Marine Expeditionary Ship Interdiction System) поєднує протикорабельну ракету Naval Strike Missile (NSM) з дистанційно керованою пусковою установкою (Remotely Operated Ground Unit for Expeditionar, або ROGUE), виробництва компанії Oshkosh Defense.
Очікується, що насамперед систему будуть застосовувати в Азійсько-тихоокеанському регіоні для протистояння китайському флоту (ВМФ НВАК). Відповідно до нової доктрини КМП, морпіхи використовуватимуть NMESIS для підтримки ВМС США, вражаючи ворожі кораблі з берега.
В квітні 2021 року Raytheon Missiles & Defense та Корпус морської піхоти США успішно випробували нову берегову ракетну систему. За повідомленням пресслужби компанії Raytheon, в результаті першого випробування ракета NSM, запущена з мобільної сухопутної платформи успішно вразила надводну ціль.
В березні 2022 року відбулись успішні випробування з перевезення комплексу в десантному кораблі USS Tripoli (LHA-7).

## Оператори
Малайзія
- Королівські військо-морські сили Малайзії
  - Фрегати класу Maharaja Lela, модифікація проекту «Gowind»

 Німеччина
- Військово-морські сили Німеччини

 Польща
- Військово-морські сили Польщі
  - Береговий ракетний комплекс

 США
- Військово-морські сили США
  - Бойові кораблі прибережної зони типу «Індепенденс»
  - Бойовий корабель прибережної зони
  - FFG(X)
- Корпус морської піхоти США

Можливі
 Румунія
- Військово-морські сили Румунії
  - батареї берегового рухомого протикорабельного ракетного комплексу Coastal Defense System з ракетами Naval Strike Missile[6].

 Україна
- За інформацією ЗМІ, Україна погодилась озброїти 6 катерів Британської розробки ракетами NSM. До того українські військові начебто наполягали на озброєнні катерів ракетами «Нептун»[7].

### Велика Британія
В грудні 2023 року фрегат типу 23 HMS Somerset після модернізації отримав ракети NSM замість Harpoon. Всього в планах модернізувати 11 кораблів (як фрегати типу 23, так й ескадрені міноносці типу 45) в результаті чого замість застарілих Harpoon кораблі отримають NSM.

### Румунія
У жовтні 2020 року Державний департамент США ухвалив рішення про схвалення можливого іноземного продажу Румунії берегового рухомого протикорабельного ракетного комплексу Coastal Defense System з ракетами NSM (Naval Strike Missile) та супутнього обладнання.
В січні 2021 року уряд Румунії погодив купівлю ракетних комплексів берегового рухомого протикорабельного ракетного комплексу Coastal Defense System з ракетами NSM (Naval Strike Missile).
В поставку повинні увійти чотири самохідні пускові установки Mobile Launch Vehicle, два командних пункти Coastal Defense System Fire Distribution Center, і незазначена кількість транспортно-заряджаючих машин і протикорабельних ракет Naval Strike Missile.
Також включено поставку 10 терміналів апаратури передачі даних Multifunctional Information Distribution System — Joint Tactical Radio Systems (MIDS-JTRS) стандарту Link-16.
Вартість контракту на придбання Румунією батареї комплексу оцінюється у 286 мільйонів доларів США.
Поставки мають відбутися до 2024 року.
27 квітня 2021 року Міністерство національної оборони Румунії підписало міждержавну угоду зі Сполученими Штатами Америки щодо закупівлі мобільних протикорабельних комплексів NSM. Контракт реалізовується у рамках Foreign Military Sale. Основним підрядником у США буде Raytheon Missile and Defense.

### США
29 квітня 2021 року начальник військово-морських операцій адмірал Майкл Гілд на слуханнях в Конгресі з бюджету ВМС і КМП США на 2022 рік повідомив, що «протягом наступних приблизно 18 місяців 31 з 35 бойових кораблів прибережної зони будуть оснащені NSM».
Також згідно оприлюдненого 30 квітня звіту компанії Kongsberg Group за перший квартал 2021 року говориться, що в KDA (Kongsberg Defence & Aerospace) отримано запит на укладення рамкової угоди для постачання КР NSM за програмою ВМС США OTH (Over The Horizon), метою якої є не тільки озброєння кораблів LCS, але і перспективних ракетних фрегатів типу USS Constellation (FFG-62).

## Галерея

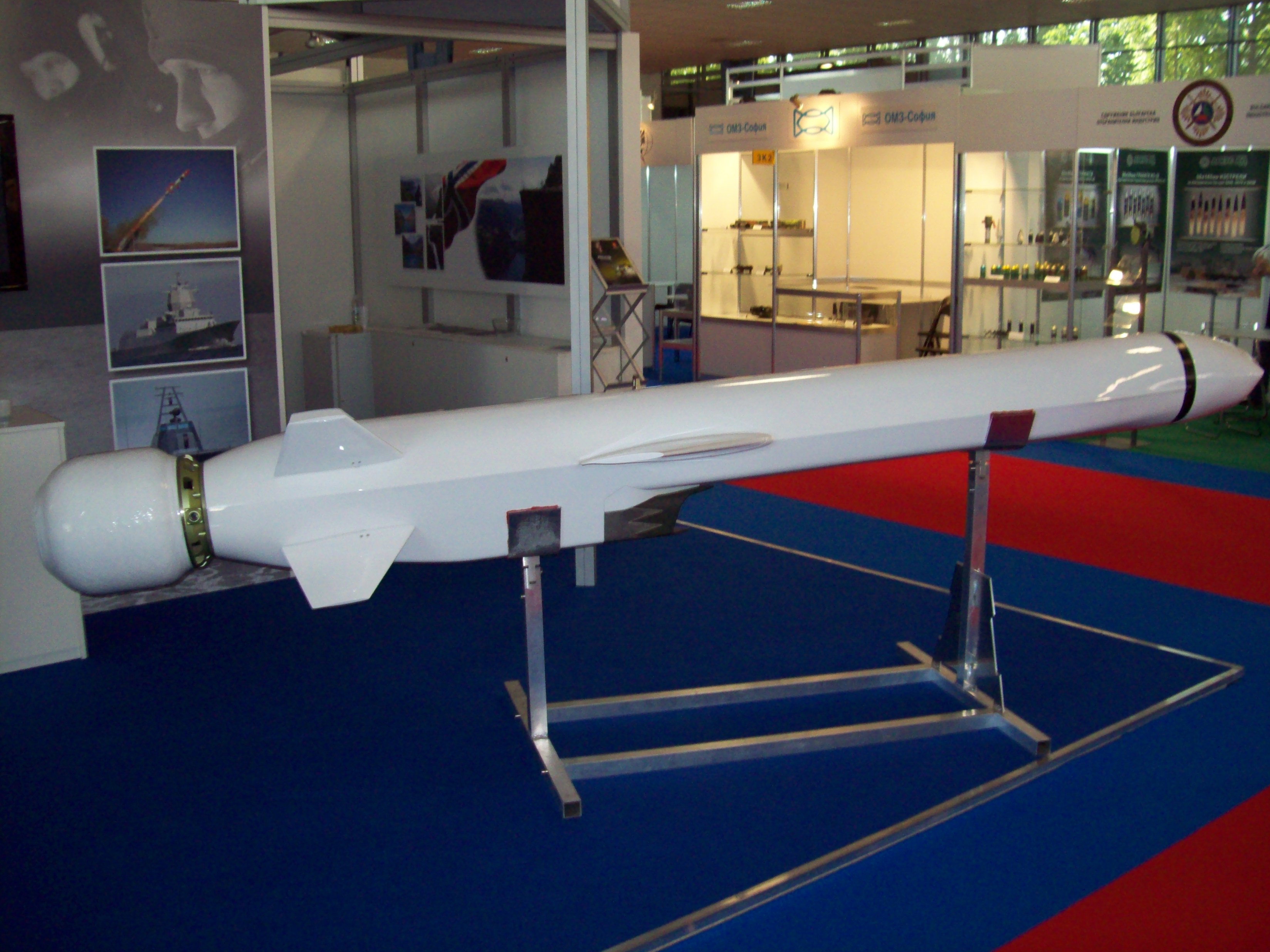
Naval Strike Missile. Виставка Хемус 2010, Міжнародний ярмарок, Пловдив.
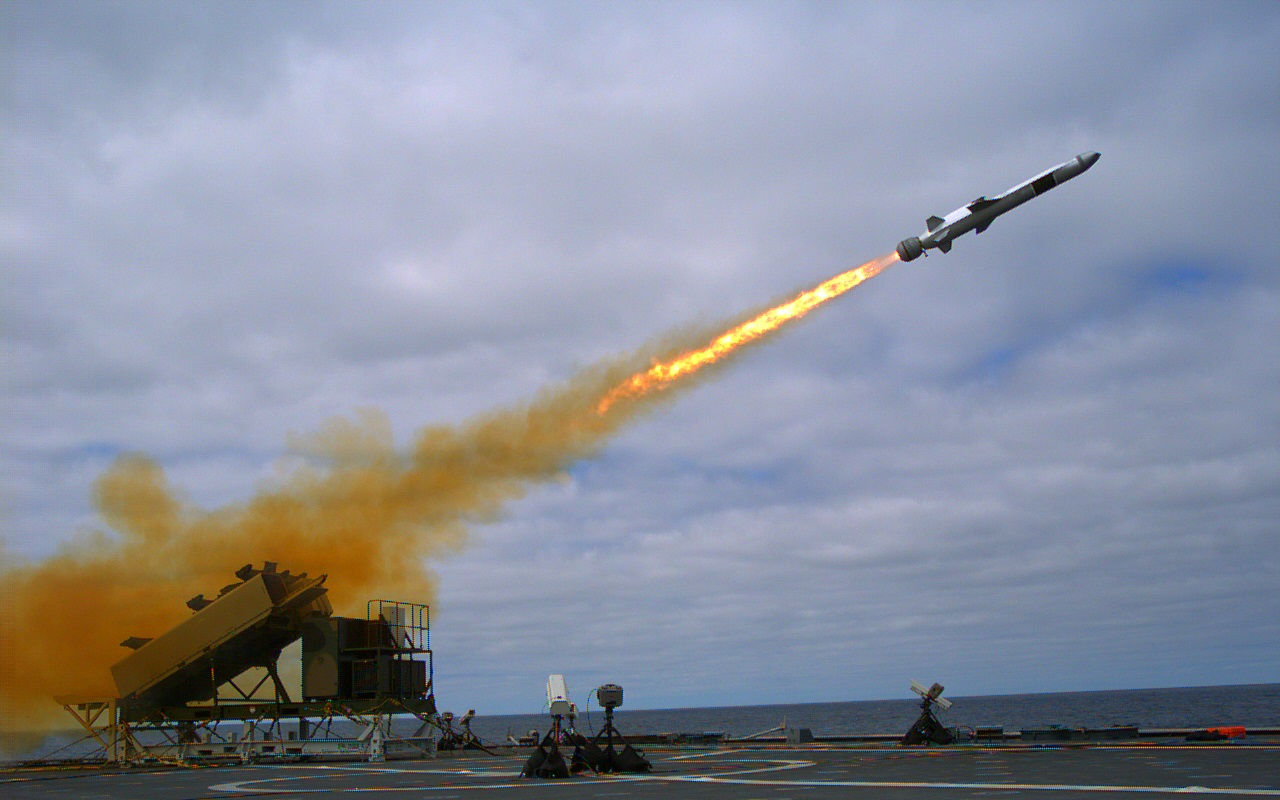
Запуск Naval Strike Missile з USS Coronado (LCS-4) у вересні 2014 року
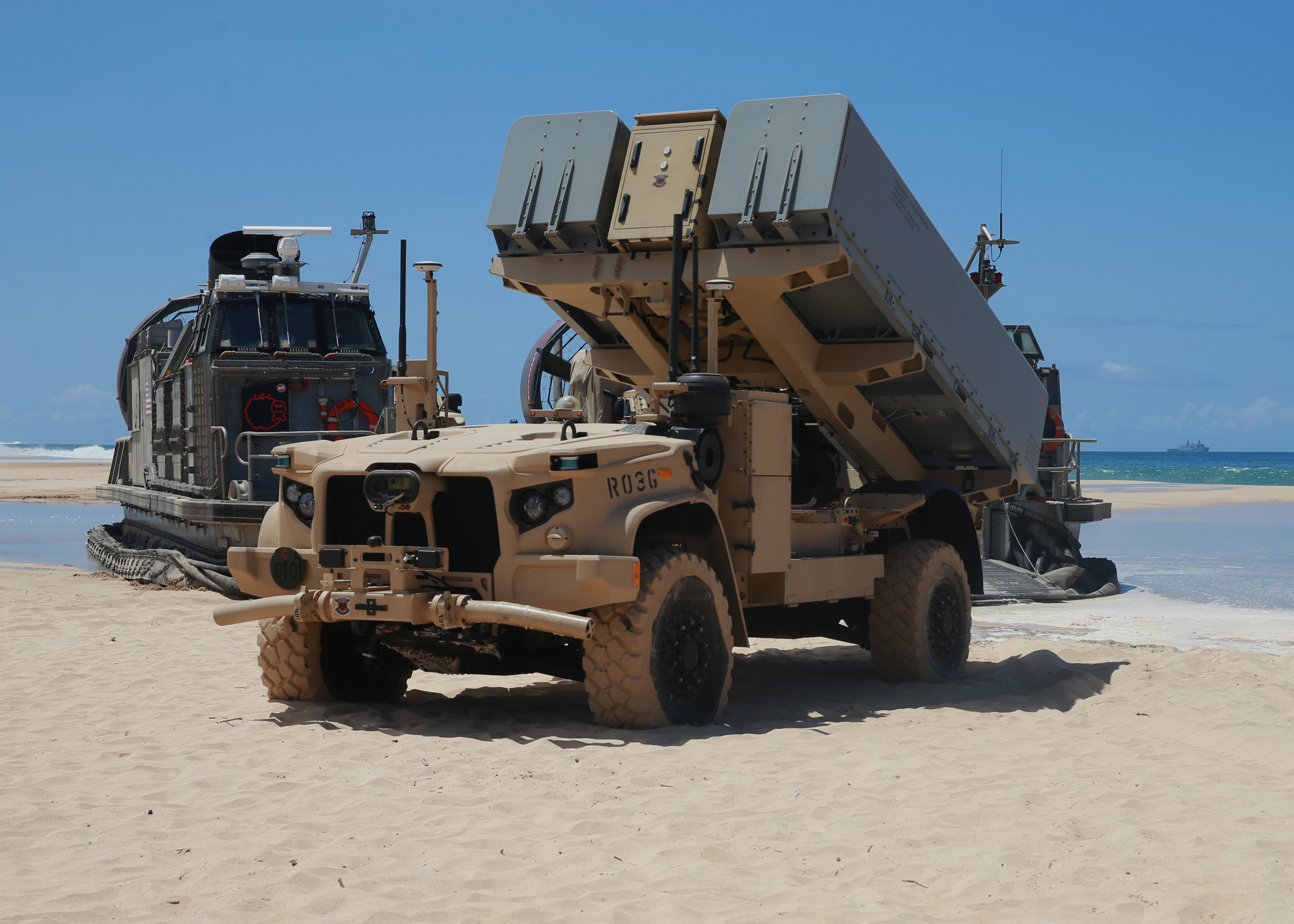
Пускова установка NMESIS на Тихоокеанському ракетному полігоні Barking Sands
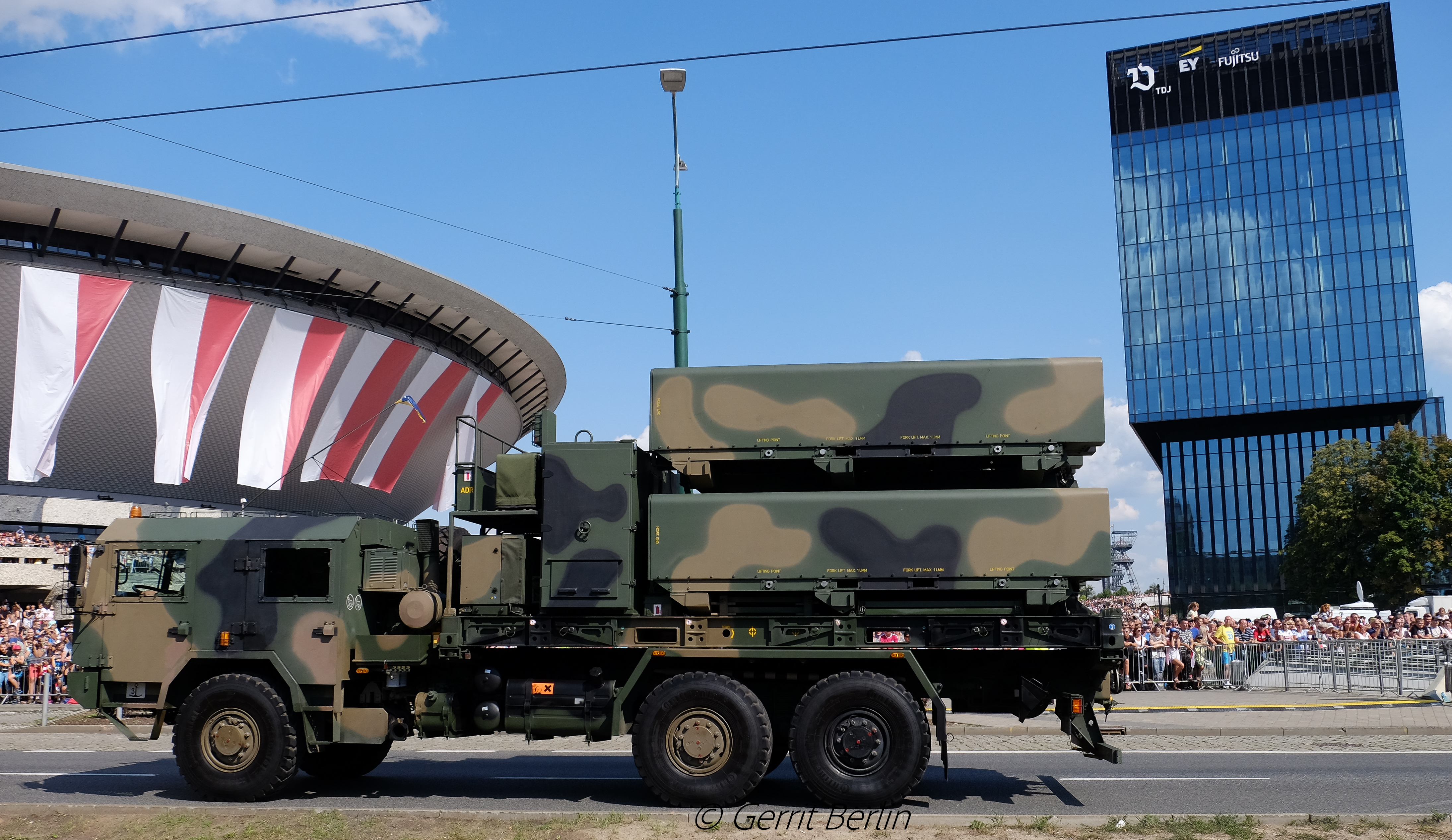
Пускова установка на шасі Jelcz